# Kompleta Gramatiko Detaloza
La Kompleta Gramatiko Detaloza di la Linguo Internaciona Ido es una gramática del ido publicada en 1925 por Louis de Beaufront.
Fue una reimpresión modificada de la Gramática completa la cual publicó unos 200 ejemplares y fue enviada al Comité de la Delegación el 15 de octubre de 1907 con un libro de ejercicios y un diccionario, bajo el pseudónimo de «Ido».
Esta gramática se hizo para evitar un mal uso de la lengua, tal y como «había ocurrido con el esperanto».
En la actualidad sigue siendo una obra de referencia de esta lengua.